# ツルウメモドキ
ツルウメモドキ（蔓梅擬、学名: Celastrus orbiculatus または Celastrus orbiculatus var. orbiculatus）は、ニシキギ科ツルウメモドキ属の落葉つる性木本。

## 名称
和名「ツルウメモドキ」は、つるになるウメモドキの意味であるが、ウメモドキはモチノキ科である。中国名は「南蛇藤」。

## 分布・生育地
日本を含め東アジア一帯に自生し、日本では北海道・本州・四国・九州・沖縄まで分布する。低地や山地の山野に生え、日当たりのよい林などに生育し、都市部の植え込みなどにも見られる。
北アメリカには緑化用に導入され装飾用にも使われたが、野生化し外来種として各地に広がり、森林を覆うなど問題となっている。北アメリカ在来種としては近縁の C. scandens があり、両種は交雑可能であるため特に遺伝子汚染が問題視されている。

## 特徴
落葉つる性の木本で、他の植物に絡みつく。全体に無毛。つるは、はじめはまっすぐに伸びるが、他の植物があると伸びやかにからまりながら右巻き（S巻き）へ巻き登り、よく生長し他の木を覆うこともある。本年度のつるは緑色をしており、2年目以降は茎は木化して茶褐色になり、皮目が目立つようになって太くなっていき、他に巻き付くものがないと直径5センチメートル (cm) にもなる場合もある。樹皮は灰褐色で、成木では粗く網目状に浅く割れる。若い枝は赤褐色から灰色で短枝もでき、菱形の皮目がある。一年枝の基部には古い芽鱗が残っていることも多い。
葉は互生し、長さ5 - 10センチメートル (cm) の倒卵形から楕円形で、葉柄は2 cm前後。葉縁には浅い鋸歯がつき、波型で丸い形状をしており、名の通りウメやウメモドキに似る。表面、裏面とも無毛で、全体に薄く紙質で、網目状の葉脈がある。秋になると、やや薄い黄色から鮮やかな黄色に紅葉して葉が落ちる。紅葉は条件がよいと濃い黄色に染まる。
花期は5 - 6月。雌雄異株。葉腋から短い集散花序を伸ばして、黄緑色ないし淡緑色の数ミリメートル (mm) 程度の小さく地味な5弁花が多数咲く。雄花は5個の雄蕊が目立ち、雌花は中心の雌蕊1個に、3裂した柱頭がつく。
果期は秋（10 - 12月）。雌株につく果実は蒴果で、秋に淡黄色に熟すと3つに裂開し、鮮やかな橙赤色の仮種皮に被われた種子が現れる。種子は落葉後の冬場も残って橙赤色が目立ち、鳥に食べられて散布される。
冬芽は茎に互生し、円錐形や球形で花芽は丸みがあり、6 - 10枚の芽鱗のうち外側2枚がやや開いている。互生する側芽は先が尖るものがある。葉痕には維管束痕が1個みられる。

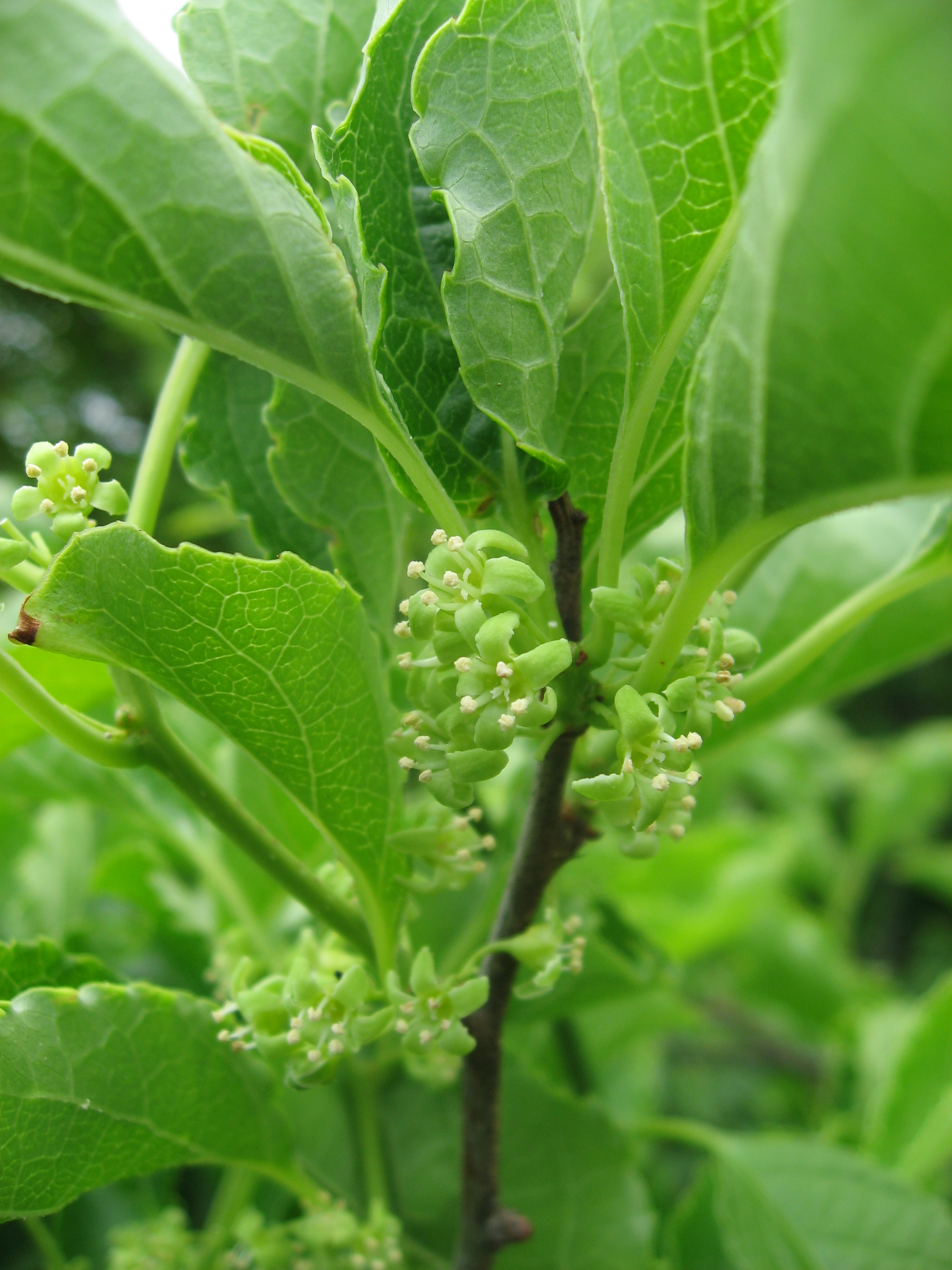
雄花
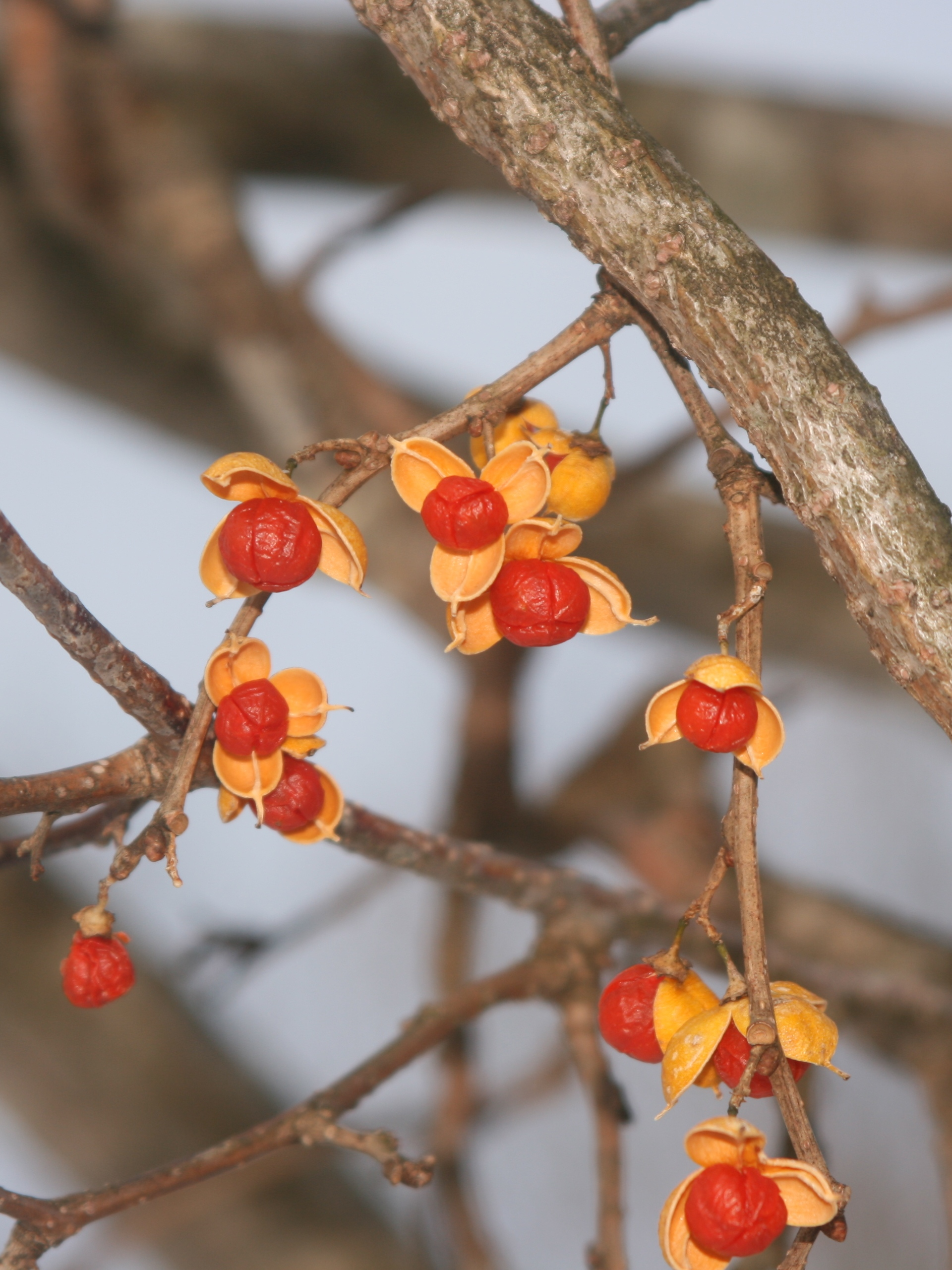
果実
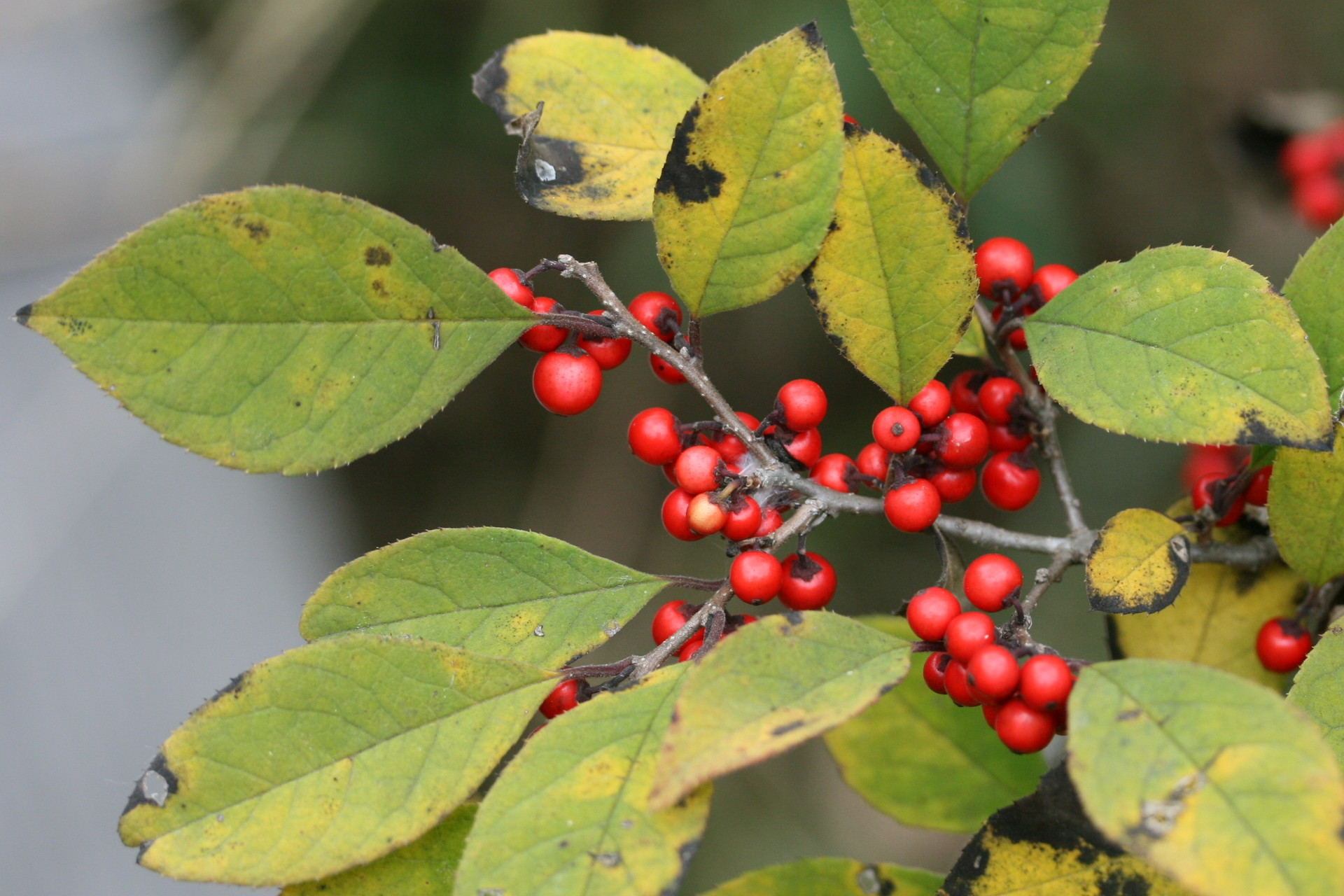
葉と果実

## 利用
果実は、葉が枯れても色鮮やかさを保つため、これが美しいので生け花などリースやインテリアの装飾用素材として使われる。

## 近縁種
同属はアジア、オーストラリアからアメリカに分布する。日本には類似種としてオオツルウメモドキ（C. stephanotiifolius）、イワウメヅル（C. fragellaris）などがある。
- オオツルウメモドキ（C. stephanotiifolius）
- オオバツルウメモドキ（C. kusanoi）
- リュウキュウツルウメモドキ（C. kusanoi var. glaber）
- テリハツルウメモドキ（C. punctatus）
- イワウメヅル（C. fragellaris）